# Ordre de la reine de Saba
Pour les articles homonymes, voir La Reine de Saba.

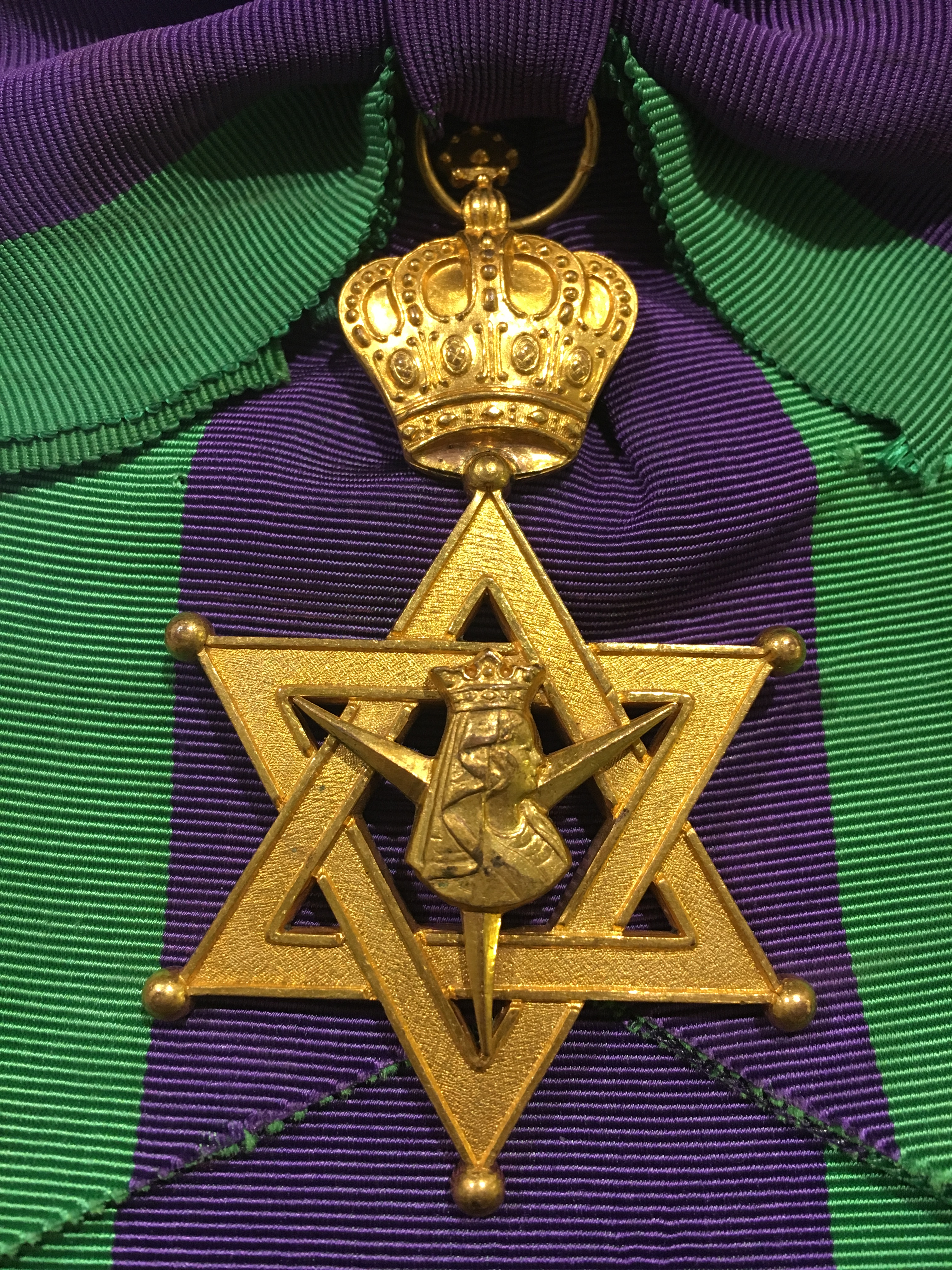
Ordre de la reine de Saba

L’ordre de la reine de Saba est une décoration impériale éthiopienne disparue en 1974 avec la fin de la monarchie en Éthiopie.
Après la proclamation de la république en 1974, l’ordre de la Reine de Saba est devenu un ordre dynastique, décerné, aujourd’hui, par les deux prétendants au trône d’Éthiopie :
- Zera Yacob Amha Selassié d'Éthiopie, petit-fils et héritier d'Hailé Selassié.
- Girma Yohannis Iyasu, petit-fils du négus Iyasou V.

L'ordre de la Reine de Saba occupait le deuxième rang des ordres impériaux éthiopiens selon la liste suivante :
- l’ordre du Sceau de Salomon (créé en 1874)
- l’ordre de la Reine de Saba (1922)
- l’ordre de la Trinité (1930)
- l’ordre de Menelik II (1924)
- l’ordre de l'Étoile d'Éthiopie (créé en 1884-85)
- l’ordre de Saint Anthony.